# Dadaj, Warmińsko-Mazurskie
Dadaj [ˈdadai̯] (tiếng Đức: Schönfließ) là một khu định cư ở khu hành chính của Gmina Barczewo, thuộc huyện Olsztyński, Warmińsko-Mazurskie, ở miền bắc Ba Lan. Nó nằm khoảng 12 kilômét (7 mi) về phía đông của Barczewo và 25 km (16 mi) về phía đông của thủ đô khu vực Olsztyn.